# Helike (měsíc)
Helike (hel'-ə-kee, IPA: /hɛlɨki/; řecky Ἑλίκη) nebo též Jupiter XLV, je retrográdní nepravidelný přirozený satelit Jupiteru. Byl objeven v roce 2003 skupinou astronomů z Havajské univerzity vedených Scottem S. Sheppardem a dostal prozatímní označení S/2003 J 6, platné do března 2005, kdy byl definitivně pojmenován.
Helike má v průměru asi ~3 km, jeho průměrná vzdálenost od Jupitera je 20,540 Mm, kterou obletí každých 601,4 dnů, s inklinací 155° k ekliptice (156° k Jupiterovu rovníku) a excentricitou 0,1375. Helike patří do rodiny Jupiterových měsíců Ananke.